# Zbyněk Hejda

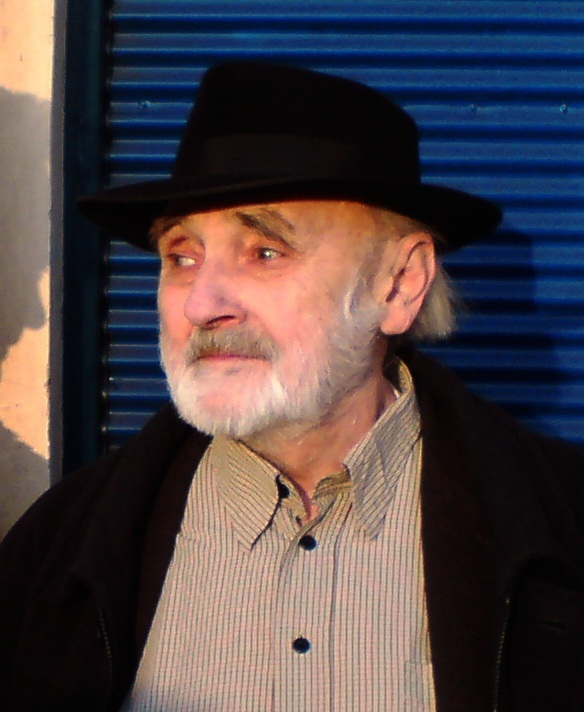
Zbyněk Hejda, 2009

Zbyněk Hejda (* 2. Februar 1930 in Hradec Králové; † 16. November 2013 in Prag) war ein tschechischer Historiker, Verlagsredakteur, Übersetzer und Dichter.

## Leben
Nach dem Abitur in Königgrätz sowie dem Studium der Philosophie und Geschichte an der Karls-Universität in Prag arbeitete er von 1953 bis 1958 als Historiker und danach bis 1968 in der Prager Stadtverwaltung. Seine Stelle als Verlagsredakteur verlor er durch den Protest gegen die Niederschlagung des Prager Frühlings, die darauf folgende Arbeit in einem Antiquariat durch die Unterzeichnung der Charta 77. Bis 1989 verdiente er seinen Lebensunterhalt als Hausmeister.

## Werke
Zbyněk Hejda war seit der zweiten Hälfte der 1950er Jahre literarisch und publizistisch tätig. Er war Redakteur der Literaturzeitschrift Gesicht (Tvář) und seit 1985 Mitherausgeber der Zeitschrift Mitteleuropa (Střední Evropa).
Er veröffentlichte sechs Gedichtbände, von denen nur die ersten beiden offiziell erschienen. Sie reflektierten zusammen mit dem dritten Gedichtband die triste Atmosphäre der 1950er und 1960er Jahre. Von der linientreuen Kritik wurden seine Gedichte als spiritualistisch und entartet gebrandmarkt.
1996 wurde Hejda der renommierte Jaroslav-Seifert-Preis für sein Gesamtwerk verliehen. Der Lyriker und Übersetzer von Trakl, Benn und Dickinson lebte in Prag und Horní Ves.

## Publikationen
- Alle Lust (Všechna slast)
- Und alles ist hier voller Musik (A tady všude muziky je plno)
- Nähe des Todes (Blízkosti smrti)
- Lady Felthamová, schildert eine verschlüsselte Liebesgeschichte mit erotischen Reminiszenzen in südlichen Landschaften, die die Behauptung, Böhmen liege am Meer sehnsüchtig aufnehmen.
- Valse mélancolique ist eine lakonische Lebensbilanz des Autors. Aus der Perspektive des Alters werden abstrakte Gedanken zur Vergänglichkeit als unzulässig erkannt. Die beiden zuletzt genannten Bände, sind 2003 in einer deutschen Übersetzung erschienen.